# Древние единицы измерения

## Древний мир

### Сравнительная таблицаединиц измерения массыБлижнего Востока
| Месопотамия (Аккад, Шумер, Вавилония), аккадский язык | Месопотамия (Аккад, Шумер, Вавилония), аккадский язык | Древняя Греция   | Древняя Греция           | Иудея, иврит         | Иудея, иврит                     |
| Местное название                                      | Классическое соотношение                              | Местное название | Классическое соотношение | Местное название     | Классическое соотношение         |
| ----------------------------------------------------- | ----------------------------------------------------- | ---------------- | ------------------------ | -------------------- | -------------------------------- |
| Билту                                                 | 1⁄1                                                   | Талант           | 1⁄1                      | Киккар               | 1⁄1                              |
| Ману                                                  | 1⁄60 билту                                            | Мина             | 1⁄60 таланта             | Мане                 | 1⁄60 (1⁄50) киккара              |
| —                                                     | —                                                     | Полмины          | 1⁄2 мины                 | Перес, фарес, парсин | 1⁄2 мане                         |
| Шиклу (имклу)                                         | 1⁄60 ману                                             | Статер           | 1⁄50 мины                | Сикль                | 1⁄50 (1⁄60) мане, 1⁄3000 киккара |
| —                                                     | —                                                     | Драхма           | 1⁄2 статера, 1⁄100 мины  | Бека                 | 1⁄2 сикля                        |
| Гиру                                                  | 1⁄24 шиклу                                            | —                | —                        | Гера                 | 1⁄20 сикля                       |
| Ше                                                    | 1⁄180 шиклу                                           | —                | —                        | —                    | —                                |

## Античность

### Меры длины
| Название-перевод | Древняя Греция Древний Рим | Линейное значение в системе СИ (часто приблизительное)                              | Другие варианты линейных значений  |
| ---------------- | --- | ----------------------------------------------------------------------------------- | ---------------------------------- |
| «палец»          | - дактиль (др.-греч. δάκτυλος) - дигит (лат. digitus) | - 1,85 см - 1,85 см                                                                 | - ок. 1 дюйма - 1,997 см           |
| «1/12 целого»    | - унция (лат. uncia), дюйм (лат. polex) | - 2,46 см = 4/3 дигита = 1/12 римского фута                                         | - ок. 1 дюйма                      |
| «ладонь»         | - палайста (др.-греч. παλαιστή) - пальм (лат. palmus) 1. пальм большой (лат. palmus major)                                                                | - 1 палайста = 4 дактилям = ок. 7 см - 7,39 см 1. 22,18 см = 3 пальма               |                                    |
| «ступня»         | - пус (др.-греч. πούς) - пес (лат. pes) 1. пес монеталис (лат. pes monetalis) 2. пес натуралис (лат. pes naturalis) 3. пес друзианус (лат. pes drusianus) | - 29,62 см - пес = 1 римский фут = 12 унций 1. 29,62 см 2. 25,00 см 3. 33,27 см     | - 30,80 см 1. 29,57 см; 29,6352 см |
| «локоть»         | - пехий (др.-греч. πῆχυς) 1. пигон (др.-греч. πῠγών) 2. самосский локоть - кубит (лат. cubitus)                                                           | - 46,3 см 1. 38,53 см = 20 дактилей 2. 51,80 см = 28 дактилей - 44,4 см = 6 пальмов | - 31,95 см                         |
|                  | - градус (лат. gradus) | - 0,74 м = 10 пальмов                                                               |                                    |
| «двойной шаг»    | - … (др.-греч. βῆμα διπλόη) - пас (лат. passus) | - 1,48 м - 1,48 м = 5 пес (римских футов)                                           |                                    |
|                  | - оргия (др.-греч. ὀργυιά) | - 1,79 м                                                                            | - 1,776 м; 1,851 м; 2,34 м         |
|                  | - пертика (лат. pertica) | - 2,963 м = 10 пес (римских футов)                                                  |                                    |
|                  | - плефр (др.-греч. πλέθρον, πλέθρων) - верс (лат. versus)                                                                                                 | - 29,6 м                                                                            | - ок 31 м                          |
|                  | - акт (лат. actus) | - 35,5 м = 24 шага                                                                  | - 38,3 м                           |
|                  | - стадий (др.-греч. στάδιον) 1. аттический 2. олимпийский 3. эллинистический - стадий (лат. stadium)                                                      | - 178,6 м 1. 177,6 м 2. 192,27 м 3. 185 м - 185 м                                   |                                    |
| «день пути»      | - итер педестр (лат. iter pedestre) | - 28 725 м                                                                          |                                    |
| «тысяча шагов»   | - милле пасс (лат. mille passus) | - 1480 м                                                                            |                                    |

### Меры площади
| Греция (Аттика)   | Римская империя | На чём основывалась мера    | Приблизительное значение |
| ----------------- | --------------- | --------------------------- | ------------------------ |
|                   | iugerum         | югер                        | 2523,3 м²                |
| др.-греч. πλέθρον |                 | 10 000 квадратных футов     | 876 м²                   |
| arura             |                 | арура (50 квадратных футов) | 43,8 м²                  |

### Меры объёма
- Котила — античная единица измерения ёмкости, равная 0,275 литра.
- Арбата — античная единица измерения объёма, равная 55,08 л.
- Метрет — античная единица измерения ёмкости, равная 38,88 литра.
- Хеник — античная единица измерения ёмкости, равная 1,08 литра.
- Хус — античная единица измерения ёмкости, равная 3,24 литра.

#### Меры объёма сыпучих тел
| Греция (Афины)     | Римская империя | На чём основывалась мера                   | Приблизительное значение |
| ------------------ | --------------- | ------------------------------------------ | ------------------------ |
| др.-греч. μέδιμνος |                 | медимн (четверик) — 48 хеников, 192 котилы | 52,53 л                  |
|                    | лат. modius     | модий (четверик)                           | 8,74 л                   |
| др.-греч. χοῖνιξ   |                 | хеник — 4 котил                            | 1,08 л                   |

#### Меры объёма жидких тел
| Греция (Афины)     | Римская империя | На чём основывалась мера           | Приблизительное значение |
| ------------------ | --------------- | ---------------------------------- | ------------------------ |
| др.-греч. μετρητής |                 | метрет, мерка — 12 хус, 144 котилы | 39,46 л                  |
|                    | amphora         | амфора (сосуд)                     | 26,26 л                  |
|                    | urna            | урна (кувшин для воды)             | 13,1 л                   |
|                    | congius         | конгий (кувшин)                    | 3,28 л                   |
| др.-греч. χοῦς     |                 | хус — 12 котил                     | 3,24 л                   |

#### Меры объёма жидких и сыпучих тел
| Греция (Афины)   | Римская империя | На чём основывалась мера     | Приблизительное значение |
| ---------------- | --------------- | ---------------------------- | ------------------------ |
|                  | sextarius       | секстарий — 1/6 конгия       | 0,55 л                   |
| др.-греч. κοτύλη | hemina          | котила, горшок — ½ секстария | 0,27 л                   |
|                  | triens          | ⅓ секстария                  | 0,18 л                   |
|                  | quartarius      | квартарий — ¼ секстария      | 0,14 л                   |
|                  | sextans         | 1/6 секстария                | 0,09 л                   |
|                  | cyathus         | киаф, черпак                 | 0,045 л                  |

### Меры массы

#### Греция, архаический период
| Афины              | На чём основывалась мера | Приблизительное значение |
| ------------------ | ------------------------ | ------------------------ |
| др.-греч. τάλαντον | талант                   | 36 000 г                 |
| др.-греч. μνᾶ      | мина                     | 600 г                    |
| др.-греч. δραχμή   | драхма                   | 6 г                      |
| др.-греч. ὀβολός   | обол                     | 1 г                      |

#### Греция и Рим, классический период
| Греция (Афины)     | На чём основывалась мера | Приблизительное значение |
| ------------------ | ------------------------ | ------------------------ |
| др.-греч. τάλαντον | талант                   | 26 196 г                 |
| др.-греч. μνᾶ      | мина                     | 436,6 г                  |
| др.-греч. στατήρ   | статер                   | 8,73 г                   |
| др.-греч. δραχμή   | драхма                   | 4,36                     |
| др.-греч. ὀβολός   | обол                     | 0,73                     |
| др.-греч. χαλκός   | халк (кусок меди)        | 0,09 г                   |

## Древний Египет

### Меры длины
- 1 Парасанг равен 1 1/9 шема = 6,98 км
- 1 шем = 6,282 км

Египетская система (с 5 по 1 вв. включительно до н. э.):
- Атур обычный = 3 милям = 5,235 км.
- Атур царский = 1 1/2 парасангам = 10,47 км.
- Парасанг = 1 1/9 шема = 6,98 км.
- Шем = 1 1/5 атура обычного = 6,282 км.
- Миля = 10 стадиям = 1,745 км.
- Стадий = 3 1/3 хета = 174,5 м. (употребляется также стадий = 209,4 м.)
- Хет (сенус) = 25 оргиям = 52,35 м.
- Канна = 5 шагам = 11 2/3 зерецам = 4,07 м.
- Оргия = 1 1/3 ксилона = 2,094 м.
- Ксилон = 3 локтям царским = 1,57 м.
- Шаг = 2 1/3 зерецам = 81,44 см.
- Локоть царский = 1 1/6 локтя малого = 1 1/5 пигона = 52,35 см.
- Локоть малый = 44,83 см.
- Пигон = 1 1/4 зерца = 43,625 см.
- Зерец (фут) = 1 1/3 спитама = 2 дихасам = 34,9 см.
- Спитам = 1 1/2 дихаса = 26,175 см.
- Дихас = 2 шеспам = 17,45 см.
- Шесп = 4 тебам = 8,725 см.
- Теб (палец) = 2,18 см.

### Меры веса
- 1 кантар = 139,78 кг.
- 1 киккар = 42,5 кг.
- 1 ойпе = 4 гекатам = 8,56 кг.
- 1 кедет = ⅓ унции = 9,096 г.

## Древний Израиль

### Меры объёма
- 1 лог = 1/4 кава = 0,54 л
- 1 бат = 72 лога = 38,9 л
- 1 кав = 4 лога = 1/6 сеа = 2,16 л
- 1 сеа = 6 кав = 12,6 л
- 1 кор = 180 кав = 389 л
- 1 эйфа = 24 883 см³
- 1 омер = 1/10 эйфы

### Меры длины
- 1 эцба (палец) = 2 см
- 1 тефах (ладонь) = 4 эцба = 1/6 локтя = 8 см
- 1 ама (локоть) = 6 тефах = 48 см
- 1 зерет = 1/2 ама = 24 см

## Вавилон

### Меры объёма
- 1 гур = 252,6 л

Ка — древняя вавилонская единица измерения объёма жидкостей, равная объёму куба, длина ребра которого составляет ширину ладони. Вес воды объёмом 1 ка составляет 1 большую мину.
5 ка = 1 шиклу
100 ка = 1 имеру
300 ка = 1 гур

### Меры площади
- 1 ику = 3528 м²

## Персидские

### Меры длины
- 1 Фарсах равен 5549 метрам.